# Dunes de Maspalomas
Les dunes de Maspalomas forment un espace naturel situé à Maspalomas dans la municipalité de San Bartolomé de Tirajana sur l'île de Grande Canarie en Espagne. Elles s'étendent sur 4 km2.